# Губернии Финляндии
До 1 января 2010 года Финляндия делилась на 6 губерний (фин. lääni — ляни, швед. län — лен). Губернии управлялись правительством, во главе которого стоял назначавшийся президентом страны губернатор. Максимальный срок, в течение которого губернатор мог занимать свой пост, — 8 лет. В 2010 году были полностью ликвидированы.
|   | Губерния                                                           | Столица                                            |
| - | ------------------------------------------------------------------ | -------------------------------------------------- |
| 1 | рус. Этеля-Суоми фин. Etelä-Suomen lääni швед. Södra Finlands län  | рус. Хямеэнлинна фин. Hämeenlinna швед. Tavastehus |
| 2 | рус. Лянси-Суоми фин. Länsi-Suomen lääni швед. Västra Finlands län | рус. Турку фин. Turku швед. Åbo                    |
| 3 | рус. Итя-Суоми фин. Itä-Suomen lääni швед. Östra Finlands län      | рус. Миккели фин. Mikkeli швед. S:t Michel         |
| 4 | рус. Оулу фин. Oulun lääni швед. Uleåborgs län                     | рус. Оулу фин. Oulu швед. Uleåborg                 |
| 5 | рус. Лаппи фин. Lapin lääni швед. Lapplands län                    | рус. Рованиеми швед. и фин. Rovaniemi              |
| 6 | рус. Ахвенанмаа фин. Ahvenanmaan lääni швед. Ålands län            | рус. Мариехамн швед. Mariehamn фин. Maarianhamina  |

## История
До административной реформы 1997 года Финляндия делилась на 12 губерний, сохранившихся с проведённой в 1831 году Николаем I реформы. Большая часть тринадцатой, Выборгской губернии была присоединена к СССР после Зимней и Второй мировой войн.
После проведённой в 1831 году Николаем I реформы Великое княжество Финляндское делилось на 8 губерний:
| Губерния                    | Губернский город   | Площадь,тыс. км² | Население,тыс. чел.,1905 |
| --------------------------- | ------------------ | ---------------- | ------------------------ |
| Або-Бьёрнеборгская губерния | Або                | 22,9             | 470                      |
| Вазаская губерния           | Ваза / Николайстад | 38,3             | 479                      |
| Выборгская губерния         | Выборг             | 31,5             | 458                      |
| Куопиоская губерния         | Куопио             | 35,6             | 319                      |
| Нюландская губерния         | Гельсингфорс       | 11,1             | 327                      |
| Санкт-Михельская губерния   | Санкт-Михель       | 17,2             | 192                      |
| Тавастгусская губерния      | Тавастгус          | 18,0             | 317                      |
| Улеаборгская губерния       | Улеаборг           | 157,0            | 295                      |

В 1918 году, вскоре после провозглашения независимости Финляндии, Аландские острова были выделены в отдельную губернию, которая получила автономный статус в результате Аландского кризиса в 1921 году.
В 1921 году на приобретённой по Тартускому мирному договору территории была создана губерния Петсамо, но уже 1 января 1922 года она была упразднена и включена в состав губернии Оулу.
В 1938 году северная часть губернии Оулу была выделена в губерния Лаппи. После того как большая часть Выборгской губернии, включая губернский город, отошла к СССР после Зимней и Второй мировой войн, на оставшейся у Финляндии части в 1947 году была создана губерния Кюми.
В 1960 году были созданы губернии Кески-Суоми (из частей Вазаской, Михельской, Куопийской губерний и губернии Хяме) и Похйойс-Карьяла (из части Куопийской губернии).
В ходе реформы 1997 года число губерний было сокращено до шести: губернии Уусимаа, Кюми и южная часть губернии Хяме были объединены в губернию Этеля-Суоми, губернии Вааса, Турку-Пори, Кески-Суоми и северная часть Хяме в губернию Лянси-Суоми, а губернии Куопио, Миккели и Похйойс-Карьяла в губернию Итя-Суоми.
1 января 2010 года все губернии были упразднены. Однако было создано Агентство регионального управления. Также сохранилось деление Финляндии на провинции.